# Cadran solaire de Sesto

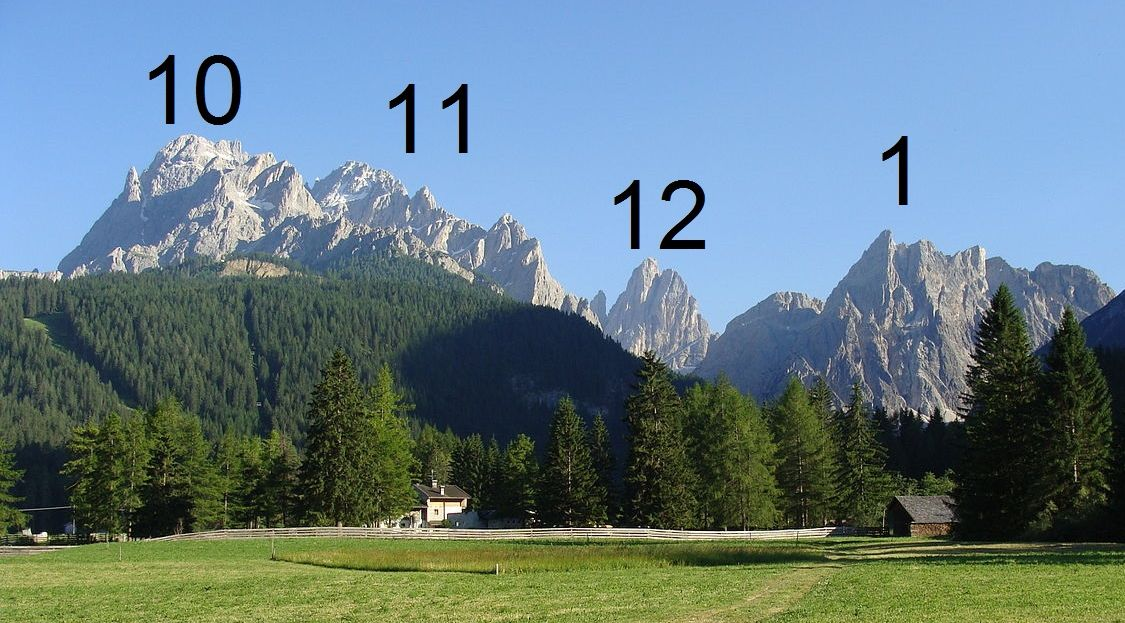
Vue d'ensemble des pics qui forment le cadran solaire avec indication des heures.

Le cadran solaire Sesto est un cadran naturel situé dans la municipalité italienne de Sesto dans le val Pusteria, qui exploite les sommets des Dolomites de Sesto. C'est le plus grand cadran solaire naturel du monde.
Le cadran solaire fonctionne toujours grâce au soleil, qui éclairant les sommets des Dolomites entourant la ville, fournit une mesure (quoique approximative) de l'heure.
Les sommets qui composent le cadran solaire sont :
| Nom du sommet                      | Altitude | Photo |
| ---------------------------------- | -------- | ----- |
| Cima Nove ou Pala del Popera       | 2 582 m  |       |
| Cima Dieci ou Croda Rossa di Sesto | 2 965 m  |       |
| Cima Undici                        | 3 092 m  |       |
| Cima Dodici                        | 3 094 m  |       |
| Cima Una                           | 2 598 m  |       |